# 석류석

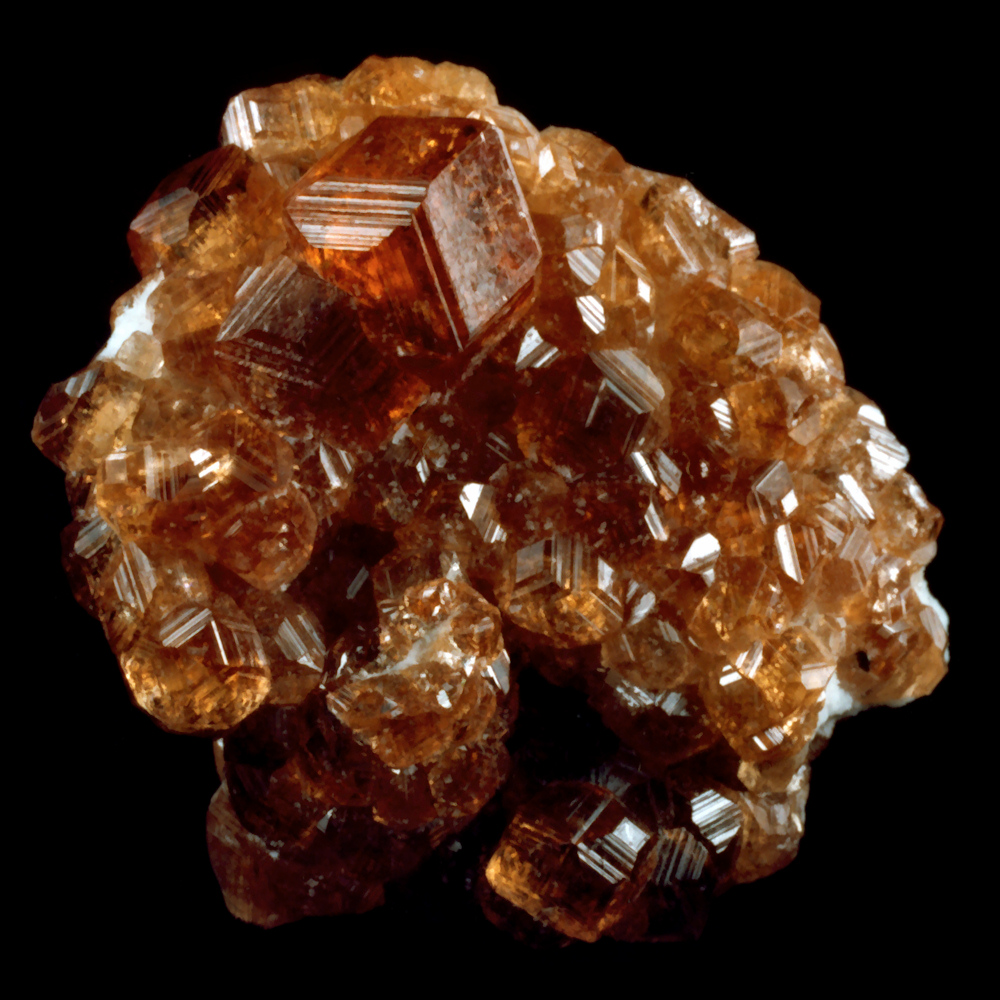
석류석

석류석(石榴石)은 가닛(영어: garnet)이라고도 한다. 1월의 탄생석이다. 보통의 광물이며, 전 세계에 분포되어 있다. 보석이 될 만한 것은 한정되어 있으며, 그 중에서 파이로프는 보라색을 띠는 심홍색으로 감람암 등 초염기성 암석에서 산출된다. 녹색 석류석은 여러 가지가 있으나, 데마토이드라고 불리는 석류석은 초록색이고 투명하여 매우 아름답다.

## 쓰임
옛날에는 열을 내리는 약으로도 쓰였으며, 먼 길을 가는 여행자에게는 건강을 지켜 주는 신비한 돌로도 여겨졌다.

## 참고 문헌
- 이 문서에는 다음커뮤니케이션(현 카카오)에서 GFDL 또는 CC-SA 라이선스로 배포한 글로벌 세계대백과사전의 내용을 기초로 작성된 글이 포함되어 있습니다.